# Cult (альбом Epolets)
«Cult» (укр. Культ) — це третій студійний альбом українського рок-гурту Epolets. Він вийшов 23 лютого 2016 на лейблі United Music Group. Запис відбувався на студії LipkyZvukozapys у Києві.

## Про альбом
Перший сингл з альбому вийшов 16 листопада 2015 та має назву «Залиш мене». Пісня наповнена етнічними мотивами та в якій розповідається про парадоксальне кохання звичайного юнака та химерної карпатської мольфарки. На цю пісню у 2015, ще до офіційної прем'єри синглу, було відзнято відео з акустичним виконанням на бекстейджі фестивалю Woodstock Ukraine, що проходив з 7 по 9 серпня у Свірзькому замку, Львівська область.

Другий сингл, «Скажи», побачив світ 15 лютого 2016. Тоді ж команда презентувала обкладинку майбутнього альбому та назва альбому. Павло Варениця пояснює її так:
«З усією відповідальністю можу стверджувати: найважливіше в житті кожного учасника „EPOLETS“ — це музика. Це наш єдиний культ. Тому не варто сприймали назву альбому як зухвалу. Насправді вона сповнена щирої поваги до нашої спільної справи».
Паралельно з записом альбому гурт брав участь в українській версії шоу «X-Фактор», де, зокрема, виступили з власною піснею з минулого альбому, що має назву «Лютий».
Сам альбом було презентовано та викладено в мережу для вільного розповсюдження 23 лютого.
Наживо альбом було представлено 26 лютого, команда відіграла концерт у київському клубі «Atlas», з якого почався тур Україною на підтримку нового альбому і тривав до 23 квітня, та включав у себе 19 міст.
26 серпня на офіційній сторінці гурту на Youtube відбулася прем'єра музичного відеокліпу на пісню «Мелодія», у зйомках якого взяли участь телеведучий Андрій Шабанов, колишній вокаліст гуртів «Тартак» та «Був'є» Сашко Положинський, відеоблогер Олександр Барабошко, і акторка студії «Мамахохотала» Ганна Гресь, а режисерами виступили Марія Євтушенко та Дмитро Гернич.
6 жовтня вийшов відеокліп на реміксовану версію пісні «Море», який складається з відео, що були відзняті улітку того ж року під час концертів та відпочинку команди. Павло Варениця так написав у соціальних мережах про це відео:
«Вийшло надзвичайно щиро, тепло, та навіть якось по-сімейному! В абсолютно кожній миттєвості цього відео ми справжні на всі сто відсотків! Дякую усім-усім за фантастичне фестивальне літо! Також хочу щиро подякувати тим, хто зібрав „Море“ до купи та довів його до пуття».

## Критика
Київський Рок Клуб так пише про цей альбом: «„Cult“ легший за попередній альбом „Dogma“, але його так само важко віднести до певної стилістики, що добре, оскільки кого не зацікавить гармонійна суміш року, фанку, брит-попу, диско підкреслена власним „еполетівським“ інгредієнтом. Для тих, хто полюбляє слухати перші два треки і вимикати словами „ну понятно“, не робіть дурниць, в альбомі багато музичних кольорів: танцювальна „Мелодія“, романтична „Malta“, ритмічне „Море“, амбітне „Хей ти!“, експресивна „Ниє це в мені“ та й інші, не кажучи про „Intro“ і „At the End“».
Олексій Бондаренко з сайту Liroom написав: «На новому альбомі Epolets звучать дивно. Начебто все на місці — і харизма Варениці, і фірмовий гітарний стиль Головерди, і переходи в ритмі танго, які так вигідно відрізняють хлопців із загальної маси. Але після масштабного етнічного інтро, хітових і в міру стриманих „Залиш мене“ і „Скажи“ починає звучати „Мелодія“ і повністю вибиває з колії. Epolets завжди тяжіли до денс-року, але якщо раніше це був скоріше рок, ніж денс, то тепер швидше денс, ніж рок». І, як висновок, дописав: «„Cult“ — це метання в пошуках себе в реаліях, коли звучання гурту диктують вже не тільки вони самі, але ще її шанувальники і кон'юнктура ринку. Щільна поп-рок пластинка без міцного стержня всередині».

## Список композицій
Автор слів Павло Варениця, автор музики Павло Варениця. 
| Стандартне видання        | Стандартне видання | Стандартне видання |
| #                         | Назва              | Тривалість         |
| ------------------------- | ------------------ | ------------------ |
| 1.                        | «Intro»            | 2:18               |
| 2.                        | «Залиш мене»       | 3:29               |
| 3.                        | «Скажи»            | 3:40               |
| 4.                        | «Мелодія»          | 4:50               |
| 5.                        | «Прага»            | 3:27               |
| 6.                        | «Ее глаза»         | 3:55               |
| 7.                        | «Malta»            | 3:07               |
| 8.                        | «Море»             | 3:21               |
| 9.                        | «Хей ти!»          | 3:14               |
| 10.                       | «Нам выбирать!»    | 3:59               |
| 11.                       | «Ниє це в мені»    | 3:46               |
| 12.                       | «At the End»       | 2:36               |
| Загальна тривалість 42:42 |                    |                    |

## Музичні відеокліпи
| Музичне відео                                                      | Режисер                                                       | Рік  | Примітки        |
| ------------------------------------------------------------------ | ------------------------------------------------------------- | ---- | --------------- |
| «Залиш мене»                                                       | «Живя.ком»                                                    | 2015 | бекстейдж відео |
| «Мелодія [Архівовано 10 вересня 2021 у Wayback Machine.]»          | Марія Євтушенко, Дмитро Гернич                                | 2016 | —               |
| «Море (Radio Mix) [Архівовано 10 вересня 2021 у Wayback Machine.]» | Антон Мігунов — графічний дизайн, Костянтин Кустов — оператор | 2016 | —               |

## Тематика композицій
Павло Варениця так коментував пісні з альбому:
Intro
«Як починати слухати „Cult“? Для початку обов'язково закрити очі! … Уявити зоряне небо над головою. Відчути легкий теплий вітер. Де б не був наш слухач, він повинен відчути, як варто босоніж в траві. І прислухатися …»
Залиш мене
«Це свіже повітря Карпатських вершин, коли ти, заплющуючи очі, вдихаєш його у себе… Це таємниче шурхотіння лісових верхівок і акомпонуюче йому щебетання дивних лісових птахів. Це запах світанкової роси, коли ти прокидаєшся раніше за сонце. Це втома від звичного сьогодення та хаосу великих мегаполісів, тяжіючих над нами своїми безликими бетонними будовами. Ця пісня про юнака, який втік від самого себе з великого міста на Закарпаття і закохався там у чарівну мольфарку»
Скажи
«Це пісня про самотність. Вона про той стан, знайомий кожному — коли навіть не хочеться виходити з дому… Сучасний світ такий швидкоплинний. І кожній людині, як елементу цієї „фастфудної“ системи, інколи просто необхідно зупинитися і самому собі чесно відповісти на найважливіші питання — здобути свою правду.»
Мелодія
«Це про стан закоханості, коли ти настільки захоплений людиною і настільки гориш цією людиною, що тобі просто добре! Це зачарованість дівчиною. Мені хотілося, щоб ця пісня називалася саме „Мелодія“, тому що це почуття можна охарактеризувати саме так. Ось закоханість в голові у музиканта будь-якого — це мелодія».
Прага
«Це була перша пісня цього альбому. А називається „Прага“, тому що написав я її в Празі — все просто. У багатьох пар є таке відчуття, коли вони один одного люблять, але ось їм і разом добре, і порізно добре. Коли вони разом їм все-таки хочеться розійтися. А коли вони порізно, їм хочеться знову зійтися».
Ее глаза
«Коли я спочатку написав цю пісню, вона була зовсім на іншу тему. Пісня була англомовна, а текст був про втрачене покоління. Не про післявоєнне втрачене покоління, як у Ремарка, а про наше втрачене покоління, у якого потенціал є, але мотивації немає. Кожна пісня — це, можна сказати, дитина. І я намагаюся дати цій дитині шанс стати іншою людиною. Ось це якраз яскравий тому приклад. Я вирішив її переробити і написав в абсолютно іншому ключі, і в цьому іншому ключі вона мені зараз так сподобалася, що англійський варіант я навіть і не пам'ятаю».
Malta
«Коли люди один одного люблять, у них є всередині щось світиться — у одного і другого, і коли вони разом, це з'єднується. І ось це світиться — це якась загальна одна мрія. Не обов'язково, щоб вона здійснилася, але вона їх тримає разом. Це їх маленький такий секрет. Добре було мріяти про Мальту …»
Море
«Один з найбільш поширених питань: чому у вас немає пісні про море, про роботу в морі — ось власне це пісня-відповідь. Я часто відносини в гурті порівнюю з відносинами в екіпажі на пароплаві. Мені завжди хотілося написати таку нашу-нашу пісню, щоб приспів ми могли заспівати всі разом. Вона дуже мотиваційна: ми разом переживемо все, усі проблеми і негаразди та доб'ємося своєї мети. Мета у нас одна, тому ми до неї йдемо разом».
Хей ти!
«Це пісня про дитинство будь-якого хлопця, який мріяв навчитися грати на гітарі і подобатися дівчатам. Автобіографія мого дитинства. Там є рядки про гітару, є рядки про те, як і чому я навчився грати на гітарі. Свій перший інструмент я виміняв на салатові роздовбані роликові ковзани. На ній було 4 струни, потім я знайшов ще 2. Гітара повністю розвалювалася, звучала вона огидно. Але щось там Віктора Цоя, „Нірвану“ я там підігравав. А потім я спер у тата різнокольорову ізоляційну стрічку і обліпив її в Британський прапор, і вона стала ще гірше звучати!»
Нам выбирать!
«З новою піснею в групі я, в першу чергу, ділюся з Андрієм — мені важливо його думку. Йому дуже сподобався цей риф, і він постійно ходив його грав, допридумував, зробив його трошки цікавіше і весь час повторював: напиши, напиши пісню! Він мені розповів, яка повинна бути пісня: вона повинна мчати, ти повинен їхати по шосе на величезній швидкості в машині без даху, у тебе повинні майоріти волосся, і щоб цей риф в голові був! І ось це довго тривало. Ми їхали в поїзді, він дістав гітару, почав грати, в тамбурі я наспівав йому приспів. А куплет ми придумали в Тернополі, коли почався осінній тур, коли у нього народилася донька. А потім ми всі з'єднали — і вийшла пісня. Хлопцям ця пісня дуже подобається».
Ниє це в мені
«Ця пісня про біль, який кричить всередині. Така критична точка накопичення печалі, туги, самотності, коли тобі навіть ні з ким поговорити, і ось воно постійно в тобі перетравлюється, і просто накопичується сніжним комом таким. Коли хочеться закричати в порожній кімнаті. Ось можна поставити цю пісню і разом зі мною покричати цю пісню».
At the End
«Насправді я хотів максимально відійти від теми сексу в цьому альбомі. Але одна пісня все-таки вилізла! Вона весела, танцювальна, кумедна, смішна. Це пісня-забава. Власне, як і мета, напевно …»

## Учасники запису
У записі альбому взяли участь:
| - Павло Варениця — вокал, акустична гітара, перкусія, продюсер - Андрій Головерда — гітара, беквокал - Олександр Решетарь — бас-гітара - Ігор Смирнов — барабани - Ірина Коваленко з ДахаБраха — вокал (трек 1) - Вадим Лазарєв з 5 Vymir — клавішні, зведення (трек 1), інженер звукозапису - Олена Левченко з Animals' Session — вокал, беквокал (трек 3) - Павло Гузєв — саксофон | - Сергій Заболотний — інженер звукозапису, зведення - Лілія Моісєєва — дизайн обкладинки - Дмитро Коміссаренко — фото |